# Milionia eichorni
Milionia eichorni är en fjärilsart som beskrevs av Rothschild 1915. Milionia eichorni ingår i släktet Milionia och familjen mätare. Inga underarter finns listade i Catalogue of Life.